# Gabriel Bateman
Gabriel Michael Bateman (Turlock, 10 settembre 2004) è un attore statunitense.

## Biografia e Carriera
Gabriel Michael Bateman è nato a Turlock, in California.  Ottiene il suo primo ruolo cinematografico nel 2014, interpretando il ruolo di Robert nel film Annabelle. Nello stesso anno recita in diverse serie come Stalker e Grey's Anatomy.
Nel 2016 ritorna sul grande schermo interpretando il ruolo di Martin nel film Lights Out - Terrore nel buio. Nello stesso anno appare in diverse spot pubblicitari nazionali e appare in due video musicali (It's a Job  e A New Beginning) dell'album Wolfie's Just Fine di Jon Lajoie.
Nel 2019 interpreta Andy Barclay nel film La bambola assassina, remake dell'omonimo film del 1988.
Nel 2020 è tra i protagonisti del film Il giorno sbagliato con Russell Crowe.

## Vita privata
Figlio di Tim e Jonelle Bateman, è il più piccolo di nove fratelli, tra i quali l'attrice Talitha Bateman. Nel 2012 si trasferisce con la sua famiglia a Sherman Oaks, distretto di Los Angeles

## Filmografia

### Cinema
- George Biddle, CPA, regia di Nick Walker (2012)
- The Park Bench, regia di Sheila Hart - cortometraggio (2013)
- Annabelle, regia di John R. Leonetti (2014)
- Band of Robbers, regia di Aaron e Adam Nee (2015)
- Checkmate, regia di Timothy Woodward Jr. (2015)
- Lights Out - Terrore nel buio (Lights Out), regia di David F. Sandberg (2016)
- Wolfie's Just Fine: A New Beginning, regia di Jonathan Lajoie e Brandon Dermer - cortometraggio uscito in home video (2016)
- Lights Out: YouTube Space New York, regia di Josh Oreck - cortometraggio (2016)
- Benji, regia di Brandon Camp (2018)
- Saint Judy, regia di Sean Hanish (2018)
- Playmobil: The Movie, regia di Lino DiSalvo (2019)
- La bambola assassina (Child's Play), regia di Lars Klevberg (2019)
- Robert the Bruce - Guerriero e re (Robert the Bruce), regia di Richard Gray (2019)
- Think Like a Dog, regia di Gil Junger (2020)
- Il giorno sbagliato (Unhinged), regia di Derrick Borte (2020)
- Man of the Harvest, regia di Luther Clayton ed Orion Eshel - cortometraggio (2020)
- The Fabelmans, regia di Steven Spielberg (2022)

### Televisione
- Maker Shack Agency – serie TV, 1 episodio (2014) – non accreditato
- Grey's Anatomy – serie TV, 1 episodio (2014)
- Petals on the Wind, regia di Karen Moncrieff – film TV (2014) – non accreditato
- Stalker - serie TV, 8 episodi (2014-2015)
- Your Family or Mine - serie TV, 3 episodi (2015)
- Wicked City - serie TV, 2 episodi (2015)
- Code Black - serie TV, 1 episodio (2015)
- American Gothic - serie TV, 12 episodi (2016)
- Mamma Dallas, regia di Mike White – film TV (2016)
- Outcast - serie TV, 4 episodi (2016-2017)
- il pericoloso libro delle cose da veri uomini (The Dangerous Book for Boys) - serie TV, 6 episodi (2018)
- The Mosquito Coast - serie TV, 17 episodi (2021-2023)

## Doppiatori italiani
Nelle versioni in italiano delle opere in cui ha recitato, Gabriel Bateman è stato doppiato da:
- Giulio Bartolomei in Code Black, Lights Out - Terrore nel buio, La bambola assassina, Il giorno sbagliato
- Gabriele Caprio in Stalker
- Mattia Fabiano in Outcast
- Lorenzo D'Agata in American Gothic
- Alessandro Carloni in The Mosquito Coast

Da doppiatore è sostituito da:
- Emanuele Suarez in Playmobil: The Movie[7]